# Zilver(II)fluoride
Zilver(II)fluoride is een anorganische verbinding van zilver en fluor, met als brutoformule AgF2. Het is een van de weinige verbindingen van zilver waarin dit metaal als tweewaardig ion voorkomt. Meestal is zilver eenwaardig. De stof wordt gebruikt om fluor in andere verbindingen te introduceren. De andere halogenen hebben bij kamertemperatuur geen stabiele zilver(II)zouten.

## Synthese
Zilver(II)fluoride kan bereid worden door directe reactie van zilveroxide met fluor. Bij 200°C reageert gasvormig fluor met zilver(I)fluoride of zilverchloride onder vorming van zilver(II)fluoride.
Als sterk fluoriderend reagens dient zilver(II)fluoride bewaard te worden in teflon, een speciaal behandelde metalen houder of in kwarts. De verbinding is licht-gevoelig.
Zilver(II)fluoride wordt door verschillende leveranciers aangeboden, De jaarlijkse productie van de verbinding bedraagt minder dan 100 kg. Hoewel in het laboratorium toepassingen voor de verbinding ontwikkeld worden, is het industriële gebruik beperkt vanwege de relatief hoge prijs.

## Kristallografie en eigenschappen
Zuiver zilver(II)fluoride is een wit kristallijn poeder; het commercieel verkrijgbare product is meestal zwart-bruin ten gevolge van verontreinigingen. De verhouding F/Ag is voor de meeste batches kleiner dan 2, meestal in de buurt van 1,75. De voornaamste verontreinigingen zijn zilver, oxiden en koolstof.
Of zilver echt als tweewaardig ion aanwezig is, is lange tijd onderwerp van discussie geweest. In analogie met het oxide, dat als Ag(I)Ag(III)O2 bestaat, werd gedacht aan AgI[AgIIIF4]. Met behulp van neutronendiffractie is vastgesteld dat de correcte beschrijving inderdaad Ag(II)F2 is. Bij hoge temperatuur komt Ag(AgF4) wel voor, maar ook dan is het minder stabiel dan zilver(II)fluoride.
Voor de gasfase wordt aangenomen dat de molecule behoort tot de symmetriegroep D∞h.
Het energieverschil tussen de grondtoestand en de eerste aangeslagen toestand bedraagt ongeveer 59 kJ/mol. Zilver(II)fluoride is paramagnetisch, maar wordt ferromagnetisch onder −110°C.

## Toepassingen
Zilver(II)fluoride is een sterk fluorerend en oxiderend reagens. Het wordt gebruikt voor de fluorering van organische verbindingen en de bereiding van organische perfluorverbindingen. Er zijn verschillende substraten mogelijk. Een eerste mogelijkheid is een directe activering van de C-H-binding:
{\displaystyle {\ce {R3CH + 2 AgF2 -> R3CF + HF + 2 AgF}}}
Een halogeenuitwisseling (X = chloor, broom of jodium) is een alternatief en produceert geen waterstoffluoride:
{\displaystyle {\ce {2 R3CX + 2 AgF2 -> 2 R3CF + X2 + 2 AgF}}}
Een derde mogelijkheid is de difluorering van een alkeen:
{\displaystyle {\ce {R2C=CR2 + 2 AgF2 -> R2FC-CFR2 + 2 AgF}}}
Vergelijkbare omzettingen kunnen worden gerealiseerd met hoge valentie-fluoriden van andere metalen, zoals kobalt(III)fluoride, mangaan(III)fluoride, cerium(IV)fluoride en lood(IV)fluoride.
De fluorering van aromatische verbindingen verloopt gemakkelijk, maar selectieve monofluorering is lastig.
Zilver(II)fluoride is een oxidator en kan gebruikt worden voor de oxidatie van xenon. Deze reactie, die explosief kan verlopen, wordt uitgevoerd in watervrije waterstoffluoride, onder vorming van xenondifluoride (XeF2).
Koolstofmonoxide wordt door zilver(II)fluoride geoxideerd tot carbonylfluoride, het fluoranaloog van fosgeen.